# Inácio Saúre
Inácio Saúre (Balama, 2 marzo 1960) è un arcivescovo cattolico mozambicano, dall'11 aprile 2017 arcivescovo metropolita di Nampula.

## Biografia

### Formazione e ministero sacerdotale
Dopo aver frequentato i seminari di Maputo e di Matola, è entrato nell'Istituto missioni Consolata, dove ha emesso la professione religiosa il 15 maggio 1998. Ha conseguito il baccellierato in sacra teologia ed è stato ordinato sacerdote l'8 dicembre 1998.
Nel 2006 ha seguito un corso di lingua italiana a Roma ed uno per maestri dei novizi presso l'istituto Mater Christi a Bobo-Dioulasso in Burkina Faso.
Dal 2008 al 2011 è stato rettore del seminario di Matola e maestro dei novizi presso il noviziato internazionale della Consolata a Maputo.

### Ministero episcopale
Il 12 aprile 2011 papa Benedetto XVI lo ha nominato vescovo di Tete.
Ha ricevuto l'ordinazione episcopale il 22 maggio 2011 dalle mani del vescovo di Xai-Xai Lucio Andrice Muandula, co-consacranti l'arcivescovo di Maputo Francisco Chimoio e il vescovo di Gurué Francisco Lerma Martínez.
L'11 aprile 2017 papa Francesco lo ha nominato arcivescovo metropolita di Nampula. Ha preso possesso dell'arcidiocesi l'11 giugno successivo.
Ha partecipato alla XV assemblea generale ordinaria del sinodo dei vescovi svoltasi nel mese di ottobre 2018 dal tema I Giovani, la Fede e il Discernimento Vocazionale.
Dall'11 novembre 2018 al 12 novembre 2021 ha ricoperto il ruolo di vicepresidente della Conferenza Episcopale del Mozambico, per poi essere nominato successivamente presidente.

## Genealogia episcopale e successione apostolica
La genealogia episcopale è:
- Cardinale Scipione Rebiba
- Cardinale Giulio Antonio Santori
- Cardinale Girolamo Bernerio, O.P.
- Arcivescovo Galeazzo Sanvitale
- Cardinale Ludovico Ludovisi
- Cardinale Luigi Caetani
- Cardinale Ulderico Carpegna
- Cardinale Paluzzo Paluzzi Altieri degli Albertoni
- Papa Benedetto XIII
- Papa Benedetto XIV
- Papa Clemente XIII
- Cardinale Bernardino Giraud
- Cardinale Alessandro Mattei
- Cardinale Pietro Francesco Galleffi
- Cardinale Giacomo Filippo Fransoni
- Cardinale Carlo Sacconi
- Cardinale Edward Henry Howard
- Cardinale Mariano Rampolla del Tindaro
- Cardinale Rafael Merry del Val
- Arcivescovo Duarte Leopoldo e Silva
- Arcivescovo Paulo de Tarso Campos
- Cardinale Agnelo Rossi
- Cardinale Alexandre José Maria dos Santos, O.F.M.
- Vescovo Lucio Andrice Muandula
- Arcivescovo Inácio Saúre, I.M.C.

La successione apostolica è:
- Vescovo Diamantino Guapo Antunes, I.M.C. (2019)